# Alcyon (wielerploeg)

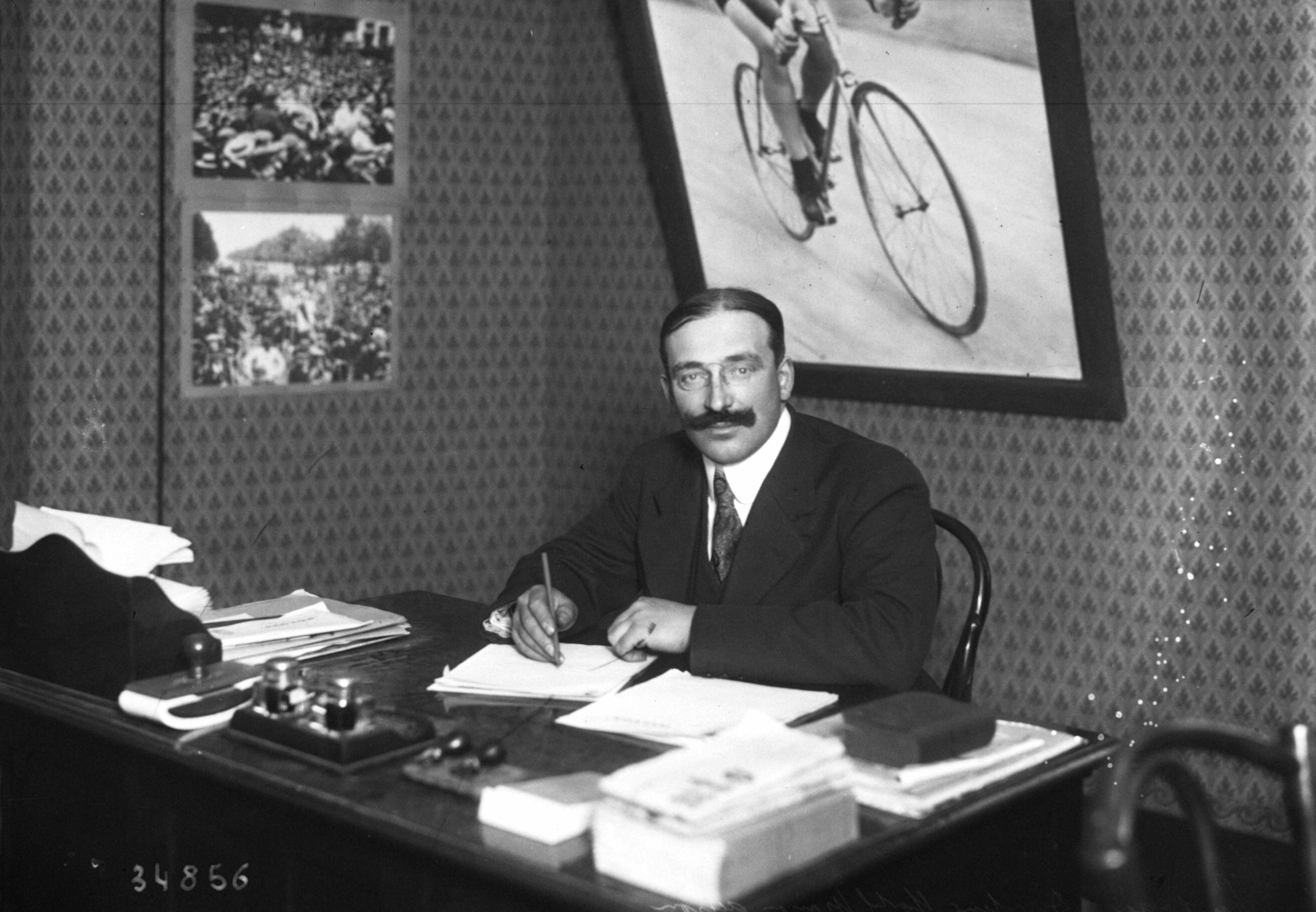
Ludovic Feuillet, ploegleider van Alcyon, in 1913

Alcyon was een Franse wielerploeg, die van 1906 tot 1959 actief was. De ploeg was genoemd naar de fietsen- en motorfietsenfabriek Alcyon.

## Geschiedenis
In de periode 1909-1912 werd de Ronde van Frankrijk vier keer achter elkaar door een Alcyon-wielrenner gewonnen. Tussen 1918 en 1921 was de Alcyon-ploeg onderdeel van wielerploeg La Sportive.

Een nieuwe periode met successen was er tussen 1927 en 1929, met drie Touroverwinningen op rij, waarvan twee overwinningen op rij door Nicolas Frantz.
Na de oorlog werd de naam gewijzigd in Alcyon-BP (1946-1949), gevolgd door Alcyon-Dunlop (1950-1959).

## Overwinningen Ronde van Frankrijk
- François Faber (Ronde van Frankrijk 1909)
- Octave Lapize (Ronde van Frankrijk 1910)
- Gustave Garrigou (Ronde van Frankrijk 1911)
- Odiel Defraeye (Ronde van Frankrijk 1912)
- Nicolas Frantz (Ronde van Frankrijk 1927)
- Nicolas Frantz (Ronde van Frankrijk 1928)
- Maurice De Waele (Ronde van Frankrijk 1929)

## Ploegnamen
- 1905-1912: Alcyon-Dunlop
- 1913: Alcyon
- 1914: Alcyon-Soly
- 1915-1921: Alcyon
- 1922-1931: Alcyon-Dunlop
- 1932: Alcyon-Dunlop-Armor
- 1933-1959: Alcyon-Dunlop